# Via del Castellaccio
Via del Castellaccio è una strada del centro di Firenze che va dall'incrocio con via Alfani e via dei Fibbiai a via dei Servi. Vi si apre, sul lato est, la piazza Filippo Brunelleschi che, non avendo altri sbocchi, può essere considerata una sua appendice.

## Storia
La strada, col suo prolungamento su via dei Fibbiai, aveva nella Firenze medievale un'importanza ben superiore a quella attuale. Qui scorreva il percorso del Mugnone prima della costruzione delle mura del 1284, che diventava fossato della cerchia all'inizio di via del Castellaccio. La strada attraversava il cosiddetto "Cafaggio" una zona verde di pascolo che un tempo doveva essere stata boscosa (come attesta il toponimo di origine longobarda), e arrivava a fiancheggiare l'oratorio dell'Annunziata, poi basilica. Prima dell'apertura della vicina via dei Servi, nel 1255/1256, la strada usciva dalla porta di Balla e collegava il centro cittadino con la via per Fiesole. Fu poi soppiantata dalla nuova direttrice, che serviva, in modo più ampio e rettilineo, sia il Cafaggio che la zona di San Marco e di San Gallo. La via del Castellaccio venne quindi a rappresentare, da allora, un alleggerimento funzionale alle attività che si svolgevano nella strada più importante e rappresentativa, assumendo quindi progressivamente una funzione di tipo 'secondario'

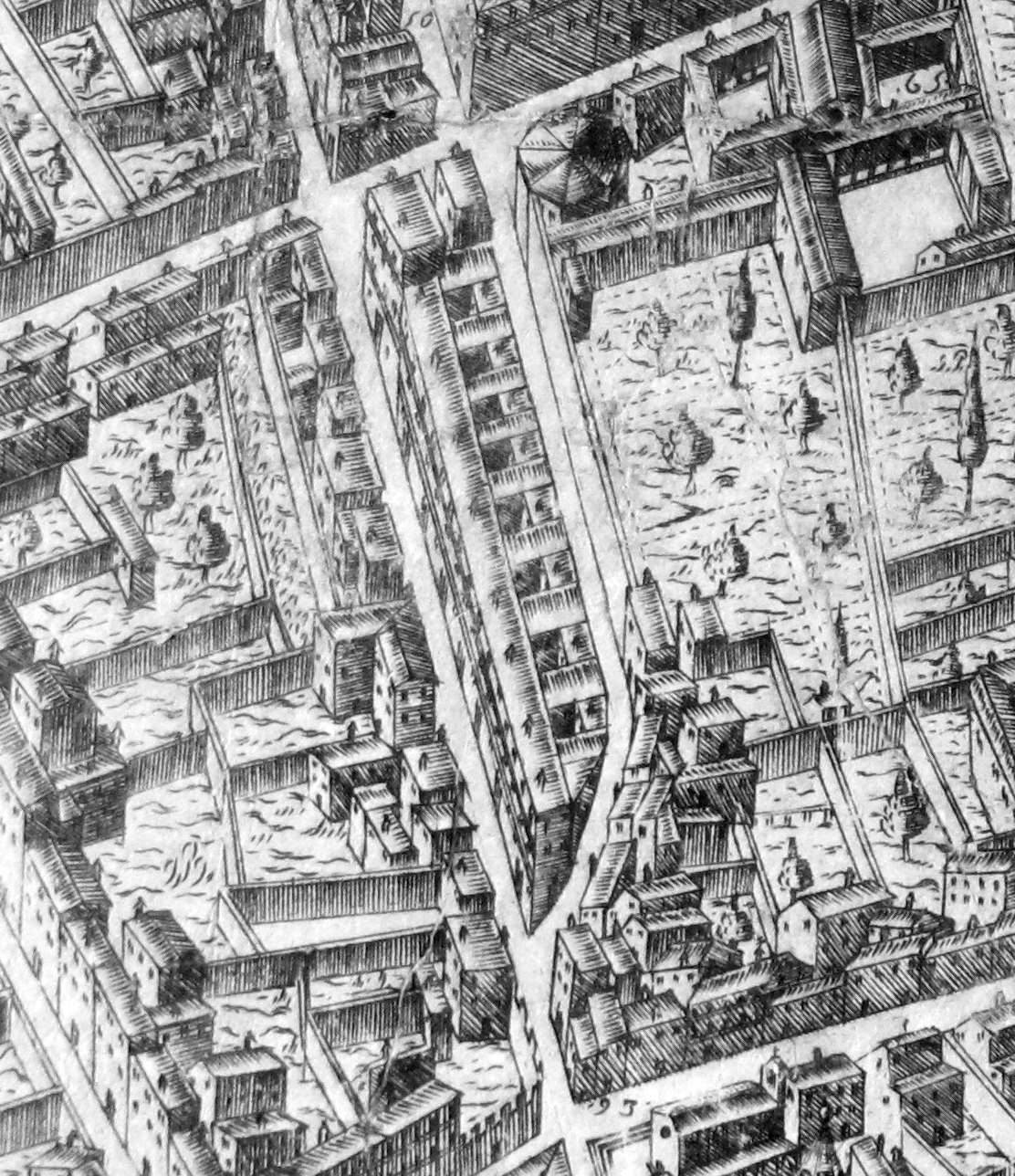
Le case a schiera di via dei Servi/via del Castellaccio nella pianta del Buonsignori (1594)

Lungo via del Castellaccio sorsero numerosi tiratoi fra i quali primeggiavano per importanza quello cosiddetto dell'Aquila e quello del Castellaccio (così chiamati rispettivamente, il primo per avere come stemma un'aquila e il secondo perché sorgeva sui resti delle case dei Molognani che, accaniti Ghibellini, ebbero i beni devastati nel 1312). Questi tiratoi si trovano citati già dal sec. XIV negli archivi dell'arte della Lana.
Il "Castellaccio" quindi era un toponimo ben più antico della rotonda degli Scolari, opera incompiuta di Filippo Brunelleschi che ereditò il nome da un edificio più antico non più esistente, forse i ruderi di un castellare o di un torre ghibellina fuori dalle mura dell'"antica cerchia". Perduta infatti la memoria di questa fabbrica, il termine castellaccio andò poi a identificare l'incompiuta rotonda che, prima del restauro novecentesco, abbandonata e ridotta a rudere, bene si prestava a evocare le rovine di una struttura fortificata.
Fino al 1936 la via era fiancheggiata su entrambi i lati da edifici. In quell'anno venne ristrutturata la rotonda del Brunelleschi, fu costruita la casa del Mutilato e, scoprendo un lato dell'antico monastero di Santa Maria degli Angeli, fu creata la piazza, proprio nell'ambito del cantiere di 'liberazione' della rotonda creando uno slargo sulla destra dell'antico tracciato della via. L'attuale denominazione dello slargo fu decisa successivamente al restauro della rotonda.
Nonostante la presenza della rotonda e il più che decoroso edificio dell'Opera dei Mutilati ed Invalidi di guerra, è difficile percepire lo slargo come 'piazza', se con tale termine si vuole conservare l'idea di un luogo anche di aggregazione sociale, e questo a dispetto del continuo passaggio di studenti in ragione della presenza di uno degli accessi alla Facoltà di Lettere e Filosofia dell'Università degli Studi di Firenze. Ne sono causa evidente la presenza sia di edifici in attesa di nuova destinazione sia di un parcheggio per tutta l'area, eccezion fatta per la corsia di scorrimento autoveicoli che si pone come proseguimento di via del Castellaccio. A questo si aggiunge un certo degrado e l'abbandono della sua parte più interna.

## Descrizione
La strada, sul lato occidentale, presenta essenzialmente gli affacci secondari degli edifici su via dei Servi, che conservano, in qualche caso, alcune memorie storiche su questo lato. Il lato orientale è invece occupato dalla piazza, che viene trattata comunque in questo elenco.
| Immagine | N°                  | Nome                                     | Descrizione |
| -------- | ------------------- | ---------------------------------------- | --- |
|          | 1r, 3r, 5r, 7r, 11r | Palazzo Sforza Almeni                    | Si tratta di un nobile e ampio palazzo cinquecentesco generalmente ricondotto (seppure in assenza di riscontri documentari) a un progetto steso da Bartolomeo Ammannati per Piero d'Antonio Taddei, ed eretto in un'area confinante con il tiratoio dell'Aquila, dove già esistevano diverse case di proprietà dei Ghinetti e dei Mazzei. Confiscato da Cosimo I alla famiglia Taddei per la sua opposizione al regime mediceo, fu poco dopo donato dal duca al suo coppiere Sforza Almeni, che provvide ad arricchirlo ulteriormente con una decorazione pittorica estesa su tutto il prospetto principale, realizzata da Cristoforo Gherardi con la collaborazione di Giorgio Vasari. Nonostante la perdita della decorazione pittorica esterna e di molti dei decori che l'arricchivano internamente, la fabbrica non sembra essere stata privata più di tanto della bellezza insita nelle armoniose proporzioni del fronte principale che, sviluppato per tre piani organizzati in sei assi su via dei Servi, determina uno sprone in corrispondenza con via del Castellaccio (canto del Castellaccio) ingentilito da un più tardo balconcino. |
|          | 1                   | Casa dell'Arte della Lana                | L'edificio è ricordato nel repertorio di Bargellini e Guarnieri per essere stato (assieme alle altre case che seguono per un totale di nove unità edilizie) dell'Arte della Lana, costruito nel corso del Cinquecento (1510-1560) dove era il tiratoio dell'Aquila, ceduto dagli Strozzi alle Arti della Lana e dei Mercatanti (a quest'ultima sono riconducibili le ulteriori quattro unità edilizie che chiudono la schiera per un totale di tredici), quindi abbattuto nel 1510 circa per la lottizzazione dell'area. A partire dal 1521 vari di questi nuovi edifici vennero ceduti a privati. Precisa Gian Luigi Maffei: "gli edifici sono passanti tra due percorsi di cui uno molto antico (via del Castellaccio) e l'altro (via de' Servi) importante asse urbano tra il duomo e la basilica della Santissima Annunziata; hanno passo modulare di circa dieci metri quelle dell'Arte dei Mercatanti e di circa nove metri le altre dell'Arte della Lana, con fronte a tre finestre su due piani paritetici in entrambi i casi. Le planimetrie differiscono per la posizione della scala e per la dislocazione della loggia posta subito dopo la prima cellula nelle case dei Mercatanti mentre è ortogonale al fronte e posta nella prima cellula in quelle dell'Arte della Lana dove la loggia è situata dopo la corte". Dal lato di via del Castellaccio è uno sporto su quattro archi di modesto aggetto, a compensare parzialmente la ridotta profondità rispetto agli altri edifici della schiera. Nella casa hanno avuto e hanno studio professionale vari noti architetti fiorentini, tra i quali Roberto Maestro. |
|          | 2                   | Palazzo Pasqui                           | Le vicende del palazzo sono così riassunte da Federico Fantozzi nel 1843: "Fu già questa l'abitazione della cospicua e antichissima famiglia dei Del Palagio. L'epoca della sua fabbricazione deve risalire circa il 1300, a giudicarne dallo stile architettonico e dall'esser noto che nel 1427 la famiglia dei Del Palagio si era molto diramata. Tre botteghe di questa casa, due delle quali corrispondenti sulla via dei Servi e una sul Castellaccio, servivano nel 1480 e 1498 allo scultore e architetto Benedetto da Maiano per uso di studio. L'anno 1500 pervenne questa casa nei discendenti di Folco Portinari, e successivamente nella famiglia Pasqui. Di questa l'architetto Leopoldo (al quale serve di abitazione e di studio) ne ha eseguito la riduzione in moderna forma nell'anno 1838-1843, aggregandovi diverse contigue casupole, ma con saggio consiglio ha conservato quanto potevasi della sua antica forma e struttura, e fra le altre cose la scala, gli archi, e i sodi che occupavano il piano terreno. In questa casa ebbe lo studio il pittore fiorentino Jacopo Chimenti, detto l'Empoli dal soprannome del padre, e vi fu il cosiddetto Casino di Ciondoli ove nel secolo XVI si radunavano a crocchio i più spensierati e bizzarri uomini della città, i quali si divertivano in architettare a carico dei più semplici delle burle singolarissime e anco sconvenienti". Su via Bufalini si intende bene come il palazzo trecentesco avesse qui una maggiore estensione dell'attuale, ampiamente compensata dalla nuova addizione degli anni trenta dell'Ottocento che invece portò la fabbrica ad estendersi fino a via del Castellaccio, dove si trova un ulteriore portone d'accesso. |
|          | 3                   | Casa dell'Arte della Lana                | Valgono le stesse indicazioni della casa al n. 1. In questa schiera di edifici le planimetrie differiscono per la posizione della scala e per la dislocazione della loggia posta subito dopo la prima cellula nelle case dei Mercatanti mentre è ortogonale al fronte e posta nella prima cellula in quelle dell'Arte della Lana dove la loggia è situata dopo la corte. A parte queste differenze negli elementi compositivi - altrettante se ne possono rilevare nell'apparato stilistico e decorativo - le tredici case sono aggregate serialmente e conformano una schiera di individui edilizi tra loro passabilmente uguali che non corrispondono però ai contenuti tipici delle case a schiera: hanno caratteri derivati dalle corti mercantili precedenti, trasferitesi nel frattempo nella composizione del palazzo fiorentino quattrocentesco, e allora si può dedurne che il modello di riferimento, per la costituzione del progetto di queste case, sia stato il palazzo signorile coevo ridotto nelle sue componenti tipiche e serializzato per aderire meglio alla utilizzazione da parte di una classe borghese mercantile media". Per quanto riguarda questo edificio e le trasformazioni avvenute nel tempo (almeno per quanto risulta dal prospetto odierno messo in relazione a quello ricostruttivo della situazione originaria pubblicato da Gian Luigi Maffei), si rileva come questo, a differenza di quasi tutti gli altri, sia stato oggetto di una significativa ridistribuzione degli spazi interni e quindi di una nuova configurazione del prospetto, con gli assi delle finestre portati da tre a quattro, con la soprelevazione di un piano e l'apertura di sporti al terreno. Nei locali al terreno ha sede, per tutta la profondità dell'edificio fino a via del Castellaccio, la Libreria de' Servi. |
|          | 5                   | Casa Bettoni                             | Fatte salve le considerazioni sui medesimi edifici della schiera, per quanto riguarda questo si rileva come abbia sostanzialmente conservato il disegno iniziale, eccezion fatta per una soprelevazione che ha consentito la realizzazione di un mezzanino sotto tetto e per l'apertura di uno sporto al terreno in corrispondenza dell'asse centrale, ora accesso ad un esercizio commerciale. |
|          | 7                   | Casa Bardi                               | È questo il fronte secondario del palazzo di via dei Servi 20. Questo prospetto su via del Castellaccio documenta un intervento di riconfigurazione dei primi del Novecento, teso a conferire alla casa caratteri medioevaleggianti, con il finto ammattonato graffito, gli architravi e i davanzali in pietra, i ferri da stanga e da bandiera, le volute asimmetrie delle bucature, il tutto reso ancor più 'pittoresco' per via dell'angolatura che la facciata presenta a circa un terzo della sua estensione in ragione della curvatura della strada. Buona parte di tali caratteri e soprattutto gli elementi lapidei realizzati in pietra artificiale sono stati purtroppo mortificati dalla recente e indifferenziata tinteggiatura, che ha uniformato e annullato le variate cromie proprie del progetto originario. |
|          | 31r-33r             | Casa Pratesi                             | Quarto della schiera, si rileva come questo edificio abbia conservato il disegno iniziale, ancora pienamente rispondente anche negli elementi decorativi e nei materiali alla situazione cinquecentesca. L'unica differenza rilevabile è quella di un portone di accesso unico e posto sull'asse centrale: tuttavia anche il disegno di quest'ultimo appare assolutamente compatibile nell'economia del fronte e, sotto vari aspetti, decisamente rispondente a quanto rilevato dallo stesso Maffei circa i riferimenti di queste case ai palazzi signorili del tempo. Esiste comunque in questo edificio, come nel successivo, una soprelevazione arretrata rispetto al filo della facciata su via dei Servi. |
|          | 35r-37r             | Casa dell'Arte della Lana                | Quinto della serie, ha conservato il disegno iniziale, seppure con la più tarda soprelevazione di un piano e la vistosa integrazione in malta degli elementi lapidei sulla facciata du via xdei Servi, dove sull'arco del portale sono incise le iniziali AM. |
|          | 39r-41r             | Casa dell'Arte della Lana                | Il sesto edificio, su via dei Servi, è stato oggetto di un intervento di semplificazione, con la trasformazione delle finestre da centinate a rettangolari (conservando comunque l'originaria disposizione), l'eliminazione dei ricorsi in pietra e l'apertura di un ampio sporto al terreno. La casa è stata inoltre soprelevata ottenendo un mezzanino sottotetto. |
|          | 43r-45r             | Casa Manetti                             | La casa è ricordata nel repertorio di Bargellini e Guarnieri per essere stata, come dichiara la memoria posta sul fronte, casa dell'architetto e ingegnere Alessandro Manetti (figlio dell'architetto Giuseppe), che qui morì il 9 dicembre 1865. La facciata su via dei Servi, rispetto alla sequenza ininterrotta di fronti cinquecenteschi, si presenta chiaramente ridisegnata nell'Ottocento. Per quanto poi riguarda le ulteriori trasformazioni avvenute nel tempo (almeno per quanto risulta dal prospetto odierno messo in relazione a quello ricostruttivo della situazione originaria pubblicato da Gian Luigi Maffei), si rileva come questo sia stato oggetto della soprelevazione di un piano. Attualmente l'edificio ospita, tra l'altro, l'ambasciata del Belgio. |
|          | 9                   | Casa dell'Arte dei Mercatanti            | L'ottava casa della schiera è stato soprelevato di due piani. Nei locali al terreno ha sede la storica farmacia della Santissima Annunziata, alla quale si riferisce il tondo in marmo dei primo Ottocento posto su via dei Servi sopra le vetrine con incisa la scena dell'Annunciazione. Di tale esercizio si ha notizia dal 1561, quando lo speziale Domenico di Vincenzo Brunetti trasferì la propria bottega in questi locali. Nell'interno un interessante arredo seicentesco costituito da tre grandi mobili espositori a parete. |
|          | 11                  | Casa Poggi                               | La nona casa della schiera mantiene ancora sostanzialmente il disegno cinquecentesco e non sia stata oggetto (come molte delle altre) di soprelevazioni. Tuttavia le integrazioni ai materiali originari e le nuove tinteggiature hanno in parte fatto perdere all'edificio le caratteristiche originarie. La casa è ricordata da Federico Fantozzi per essere stata l'abitazione dell'auditore Girolamo Poggi, e nel repertorio di Bargellini e Guarnieri per essere stata, come dichiara la memoria posta sul fronte su via dei Servi dal Comune nel 1888, casa del senatore Enrico Poggi, che qui nacque il 24 luglio 1812 e qui morì il 14 febbraio 1885. Attualmente l'edificio ospita, tra l'altro, la sede dell'ufficio del Centro Storico UNESCO del Comune di Firenze. |
|          | 13                  | Casa dell'Arte dei Mercatanti            | Per quanto concerne le trasformazioni avvenute nel tempo della decima casa della schiera, si rileva come la nostra fabbrica mantenga ancora sostanzialmente il disegno cinquecentesco, fatta eccezione per la soprelevazione di un piano e l'apertura di nuovi sporti al terreno. Tuttavia le integrazioni ai materiali originari e le nuove tinteggiature hanno in parte fatto perdere all'edificio le caratteristiche originarie. |
|          | 59r                 | Casa dell'Arte dei Mercatanti            | La casa conserva ancora sostanzialmente il disegno cinquecentesco, fatta eccezione per la soprelevazione di due piani e l'apertura di nuovi sporti al terreno. Tuttavia le integrazioni ai materiali originari e le nuove tinteggiature hanno in parte fatto sfumare le caratteristiche originarie. |
|          | 15                  | Palazzo Durazzo Stacchini                | L'esteso edificio occupa un'area già segnata da un precedente palazzo cinquecentesco, del quale sono ancora ben leggibili le antiche cantonate in bugne di pietra, in parte integrate, sia sul canto del Tribolo (tra via dei Servi e via degli Alfani), sia su quello opposto, al piano terreno, tra la stessa via degli Alfani e via del Castellaccio. Altre tracce di questa preesistenza sono negli interni, come attestano gli ambienti ora occupati da un'agenzia della Cassa di Risparmio, con colonne e peducci rinascimentali. L'attuale palazzo, come testimonia Federico Fantozzi, è tuttavia opera di gusto neoclassico, eretta inglobando le più antiche strutture nel 1824, su progetto dell'architetto Gaetano Baccani. |
|          | s.n.                | Rotonda del Brunelleschi                 | Fu progettata nel 1434 da Filippo Brunelleschi come studio di edificio a pianta centrale, con forma ottagonale all'interno e con sedici facciate all'esterno. La costruzione era stata voluta da Matteo Scolari, cavaliere e governatore di Serbia e da suo cugino Andrea, vescovo di Varadino (nell'attuale Romania, all'epoca Ungheria), rispettivamente fratello e cugino del celebre Filippo, detto Pippo Spano. L'esecuzione del progetto venne interrotta, perché la Repubblica requisì il lascito Scolari per sopperire alle spese della guerra contro Lucca (dal 1437), rimase il rudere alto circa sette metri, che fu poi chiamato dal popolo il Castellaccio. Esso era inserito nel muro di confine dell'orto del monastero, finché non venne coperto con un tetto. Nel XVII secolo e nel XIX secolo si costruirono sopra alcune stanze e il locale servì come studio allo scultore Enrico Pazzi. Fu ristrutturata da Rodolfo Sabatini solo nel 1937 seguendo il disegno del suo ideatore ma senza riuscire a dare un aspetto unitario all'edificio, che rimane comunque diviso in parte bassa con i tipici costoloni in pietra serena, e parte alta senza decorazioni. Oggi è pure usato dall'Università di Firenze. |
|          | p. Brunelleschi 1-2 | Casa del Mutilato                        | L'edificio fu realizzato tra il 1934 e il 1936 su progetto del 1931 dell'architetto Rodolfo Sabatini e inaugurato il 4 novembre 1937 alla presenza del re d'Italia. Nel suo insieme il complesso comprende una porzione di nuova costruzione e una frutto di lavori di ripristino e trasformazione degli antichi ambienti dell'antico monastero camaldolese di Santa Maria degli Angioli, compresa la Rotonda del Brunelleschi, collegata alla porzione moderna da un corpo diagonale ad un solo piano, con tre finestre su ambedue i fronti. A seguito della progressiva diminuzione di reduci e invalidi di guerra l'edificio, sovradimensionato rispetto alle effettive esigenze, è stato variamente destinato: tra l'altro sono stati concessi alla USL gli uffici posto nell'ala ovest del piano terra e a privati la sala del consiglio e l'alloggio del custode. La porzione moderna si sviluppa esternamente su due piani e due fronti, uno a guardare la rotonda, l'altro a definire il lato sinistro di un'ulteriore piazzetta al cui termine è l'ingresso al chiostro ammannatiano di Santa Maria degli Angioli (ora occupato dall'Università degli Studi di Firenze). |
|          | p. Brunelleschi 3   | Ex-monastero di Santa Maria degli Angeli | Oggi facente parte del complesso universitario, era anticamente uno dei più grandi e importanti monasteri di Firenze, fondato nel 1295 di regola benedettina camaldolese. Fu frequentato da Cosimo il Vecchio, Giovanni de' Medici (Leone X) e Lorenzo de' Medici, Luchino Visconti, che era sposato con una sorella di Pazzino Strozzi, Marsilio Ficino, Niccolò Niccoli, Paolo Toscanelli dal Pozzo, ecc. Essi si riunivano in questa sede, ospiti di Ambrogio Traversari, Priore Generale dell'Ordine Camaldolese, nella prima metà del XV secolo. Ricchissimo era il corredo artistico, che aveva opere di Lorenzo Monaco, beato Angelico, Lorenzo Ghiberti, Andrea del Castagno, Sandro Botticelli e molti altri. Soppresso per volontà napoleonica nel 1808 assieme a molti altri istituti religiosi, ebbe poi vita travagliata. Fu usato dall'arcispedale di Santa Maria Nuova e in seguito venne ceduto all'Università di Firenze (nel 1940, ma in uso dal 1964-65). |
|          | p. Brunelleschi 3   | Facoltà di Lettere e Filosofia           | dal chiostro di Santa Maria degli Angeli si accede alla Facoltà universitaria. Inserito nel piano generale della nuova città universitaria che prevedeva la nascita di un vasto polo umanistico nell'area compresa tra il Duomo e i viali, il progetto per la sede delle facoltà di Lettere e Magistero iniziò a definirsi nel marzo del 1957. L'area prescelta, in origine proprietà dell'ospedale di Santa Maria Nuova nonché sede dei locali di anatomia patologica e delle cappelle mortuarie, fu acquistata dal Consorzio per l'assetto edilizio dell'Università degli studi di Firenze nel 1956, con l'inizio dei lavori nel 1959 e la consegna nel 1962. Il complesso si distingue per l'estrema razionalità delle soluzioni formali e funzionali e per la pressoché totale mancanza di motivi decorativi. Esso è caratterizzato da una serie di corpi di fabbrica a pianta rettangolare, diversi per volumetria e soluzione di facciata, sviluppati su tre piani fuori terra (ad eccezione della torre libraria) e organizzati attorno al tema centrale del cortile e ai due assi longitudinali degli ampi corridoi ad esso tangenti. |
|          | p. Brunelleschi 19  | Palazzina                                | L'edificio è una realizzazione di Giovanni Michelucci, datata al 1960, oggi in precario stato di conservazione e quindi ben poco apprezzabile in quelle caratteristiche che al tempo lo hanno fatto segnalare dalla critica, seppure tra le opere minori dell'architetto. Come è stato notato, il problema dell'inserimento della palazzina in un contesto antico sufficientemente complesso "è stato affrontato articolando il volume dell'edificio in più corpi per armonizzare il nuovo elemento con le preesistenze, attraverso una correlazione non già tipologica ma piuttosto di scala ambientale. Questa impostazione è coadiuvata da una serie di artifici ottici e visivi (si noti il taglio nella facciata sulla piazza Brunelleschi, che permette una più emergente presenza della cupola di Santa Maria del Fiore) e dall'uso calibrato del colore e dei materiali" (Gobbi). |